# 黄璜
黄璜（1933年—），男，江苏涟水人，中华人民共和国政治人物。

## 生平
1960年，担任中共望江县委书记处书记。1980年起，任中共六安地委常委、霍邱县委第一书记，六安地委副书记。1983年，任中共安徽省委书记（当时设有第一书记）。1987年，任江西省人民政府副省长。1989年，任中共宁夏回族自治区党委书记。

## 拓展阅读
- 陈林. . 涟水日报. 2022-01-18  [2022-08-03].

| 中国共产党职务  | 中国共产党职务                                   | 中国共产党职务  |
| --------------- | ------------------------------------------------ | --------------- |
| 前任者： 周子健 | 中国共产党安徽省委员会书记 1984年–1986年         | 繼任者： 李贵鲜 |
| 前任者： 沈达人 | 中国共产党宁夏回族自治区委员会书记 1989年–1997年 | 繼任者： 毛如柏 |